# Филипсбург (Охајо)
Филипсбург (енгл. Phillipsburg) град је у америчкој савезној држави Охајо.

## Демографија
По попису из 2010. године број становника је 557, што је 71 (-11,3%) становника мање него 2000. године.
| Група             | 2000.       | 2010.       |
| Белци             | 619 (98,6%) | 529 (95,0%) |
| Афроамериканци    | 5 (0,8%)    | 8 (1,4%)    |
| Азијати           | 0 (0,0%)    | 2 (0,4%)    |
| Хиспаноамериканци | 5 (0,8%)    | 18 (3,2%)   |
| Укупно            | 628         | 557         |